# Dálnice 1 (Izrael)
Dálnice 1 (hebrejsky כביש 1) je hlavní dálniční spojení mezi Tel Avivem a Jeruzalémem. Dále dálnice pokračuje na Západní břeh, kde míjí Ma'ale Adumim a jižně od Jericha se u břehů Mrtvého moře napojuje na silnici č. 90.
Dálnice se potýká s problémem přetížením, a to zejména při exitech na Tel Aviv a Jeruzalém. Kvůli zvýšené nehodovosti vinou prudkým spádem a větrným počasí je rovněž přetížený úsek mezi Ša'ar ha-Gaj a Jeruzalémem.

## Externí odkazy

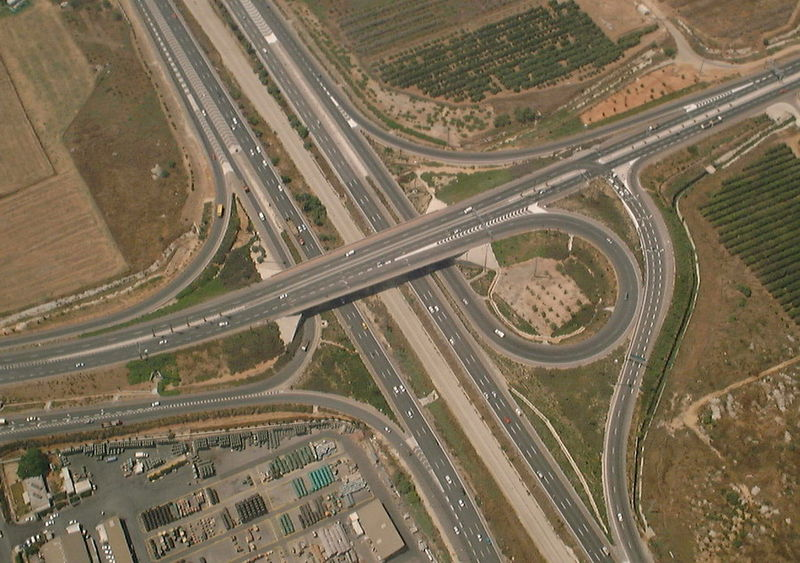
Dálnice H1 křižuje silnici č. 412 na mimoúrovňové křižovatce Šapirim